# Violenza estrema
Violenza estrema (Cette femme-là) è un film del 2003 diretto da Guillaume Nicloux.